# Southern Cult

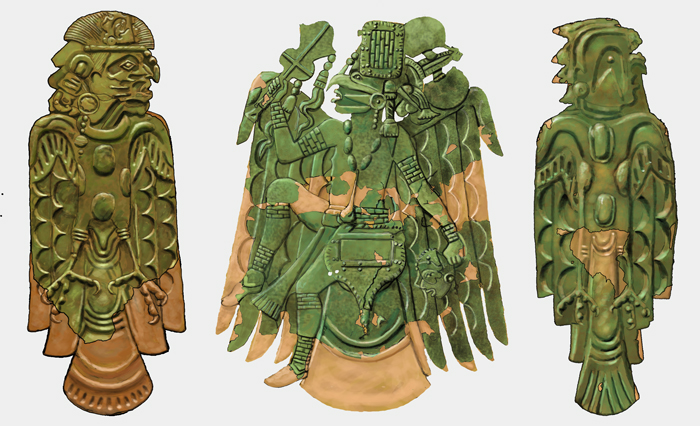
Civilisation du Mississippi plaques de cuivre repoussé

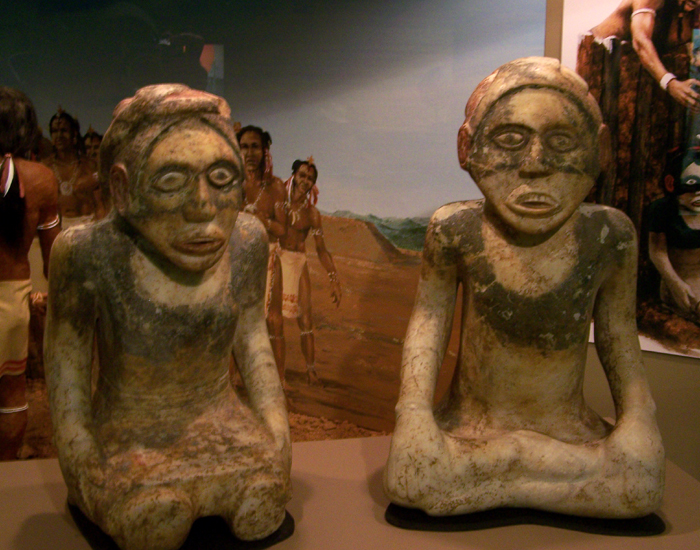
Statues en pierre de Etowah Mounds

Le Southeastern Ceremonial Complex ou Southern Cult (Culte Méridional) est le nom donné à une culture funéraire qui couvre la majeure partie du sud-est de l’Amérique du Nord entre 1200 et 1650 environ. Son développement coïncide avec l'adoption de la culture du maïs et l'organisation de chefferies à niveau social complexes par la civilisation du Mississippi.
Le Culte Méridional atteint son apogée dans les années 1250 et se caractérise par des motifs spéciaux sur les objets funéraires. Ces objets rituels comprennent des disques de coquillages marins, utilisés comme gorgerins, et des conques marines complètes décorées de dessins incisés : œil humain dans une paume de main ouverte, yeux en pleurs, croix complexes, figures humaines ailées et volantes, rayons de gloire. Ces motifs apparaissent aussi sur des feuilles de cuivre travaillées au repoussé, sur des palettes de pierre et sur des textiles peints en polychromie. D’autres objets liés à ce « Culte Méridional » comprennent des haches et des masses de pierre polie, ainsi que des vases en forme de tête humaine représentant des ancêtres ou des trophées. On ignore tout des principes et des rites de ce culte. Seuls quelques traits apparaissent, peut-être empruntés au Mexique : l’importance donnée aux points cardinaux et à la mort.